# John Galliano

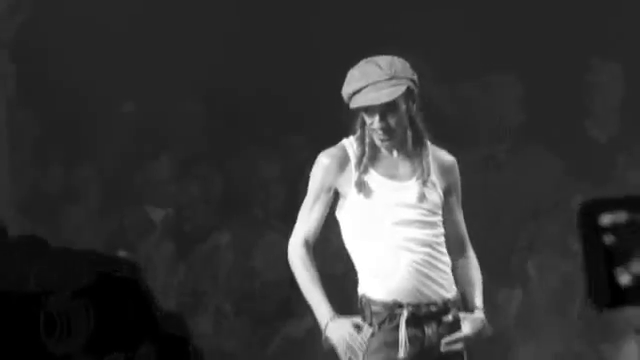
John Galliano, 2010

John Galliano CBE (* 28. November 1960 in Gibraltar als Juan Carlos Antonio Galliano Guillén) ist ein britischer Modedesigner.
Galliano zählt zu den erfolgreichsten britischen Modedesignern; er gilt als der Kostümbildner unter den Modemachern. Pompös und extravagant sind besonders seine Volantroben, mit denen er auch den Durchbruch in der internationalen Modewelt schaffte. Die 1984 in London etablierte Modemarke John Galliano besteht mit der 1994 in Paris neu gegründeten John Galliano S.A. bis heute, gehört seit 1996 mehrheitlich zu Christian Dior und wird seit 2011 ohne Galliano geführt. Galliano war von Oktober 2014 bis Dezember 2024 Kreativdirektor bei Maison Margiela und war im Laufe seiner Karriere Chefdesigner sowohl bei seiner eigenen Modemarke als auch bei den Pariser Traditionsunternehmen Givenchy und Dior.

## Anfänge und Gründung von John Galliano S.A.

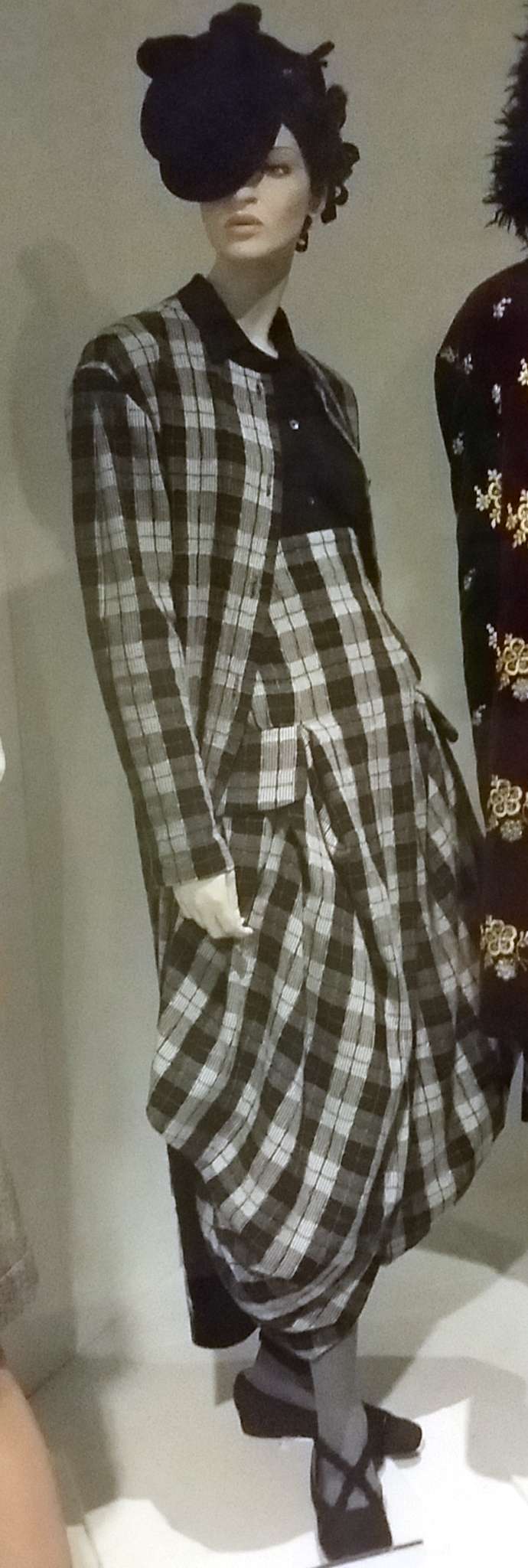
Kleid von John Galliano, das 1987 als Dress of the Year prämiert wurde

Gallianos Vater, ein Klempner, stammte aus Gibraltar und seine Mutter, eine Tänzerin, war Spanierin. Galliano, der zwei Schwestern hat, zog mit seiner Familie bereits als Sechsjähriger nach South London, wo er die Schule und anschließend das College besuchte. Ein 1981 begonnenes Designstudium an der St. Martin’s School of Arts, das ihn erst im Abschlussjahr an das Modedesign heranführte, schloss er 1984 mit Auszeichnung ab. Als Abschlussarbeit zeigte er unter dem Namen Les Incroyables (dt.: ‚Die Unglaublichen‘) eine Modekollektion, die von der Französischen Revolution beeinflusst war und von dem renommierten Londoner Modegeschäft Brown’s aufgekauft wurde. Im selben Jahr gründete der damals noch junge Designer mit finanzieller Unterstützung eines Investors sein eigenes Modeunternehmen. Die damalige Harper’s-Bazaar-Redakteurin Amanda Harlech stand Galliano für zwölf Jahre beratend zur Seite, bevor sie 1996 als Beraterin zu Karl Lagerfeld wechselte. Seine unkonventionellen Entwürfe zeigte Galliano ab 1985 bei der London Fashion Week. Im selben Jahr stellte er den Schneider Bill Gaytten an, der ein langjähriger Wegbegleiter werden sollte. 1986 zog sich der erste Investor zurück, und Galliano erhielt finanzielle Unterstützung von einem dänischen Unternehmer, der die Zusammenarbeit allerdings 1991 beendete. Galliano selbst wurde in dieser Zeit ein bekanntes Mitglied der Londoner Partyszene.
Nach finanziell schwieriger Zeit in den 1980er Jahren, die ihn mehrfach an die Insolvenz führten, zeigte Galliano seine Entwürfe mithilfe eines neuen Investors 1990 erstmals bei den Pariser Modeschauen und siedelte sein Unternehmen 1992 von London nach Paris um. Dieser Investor zog sich 1993 zurück. Die international renommierten Moderedakteure Anna Wintour und André Leon Talley, die Gallianos Talent erkannt hatten, beschafften ihm daraufhin neues Geld. Bei der Galliano-Schau im selben Jahr liefen auf Wintours Initiative die Models Kate Moss, Christy Turlington and Naomi Campbell ohne Bezahlung für Galliano, der dadurch mit seiner Kollektion große Aufmerksamkeit in der Modebranche erzielte.

## Chefdesigner bei Givenchy
In den frühen 1990er Jahren wurde der Eigentümer von LVMH, Bernard Arnault, auf Galliano aufmerksam und ernannte ihn 1995 zum Erstaunen der Modeszene als Nachfolger von Hubert de Givenchy zum Chefdesigner bei Givenchy. 1996 übernahm LVMH einen Mehrheitsanteil an der damals neu gegründeten John Galliano S.A.; Galliano selbst behielt einen Minderheitsanteil an seinem Unternehmen.

## Chefdesigner bei Dior

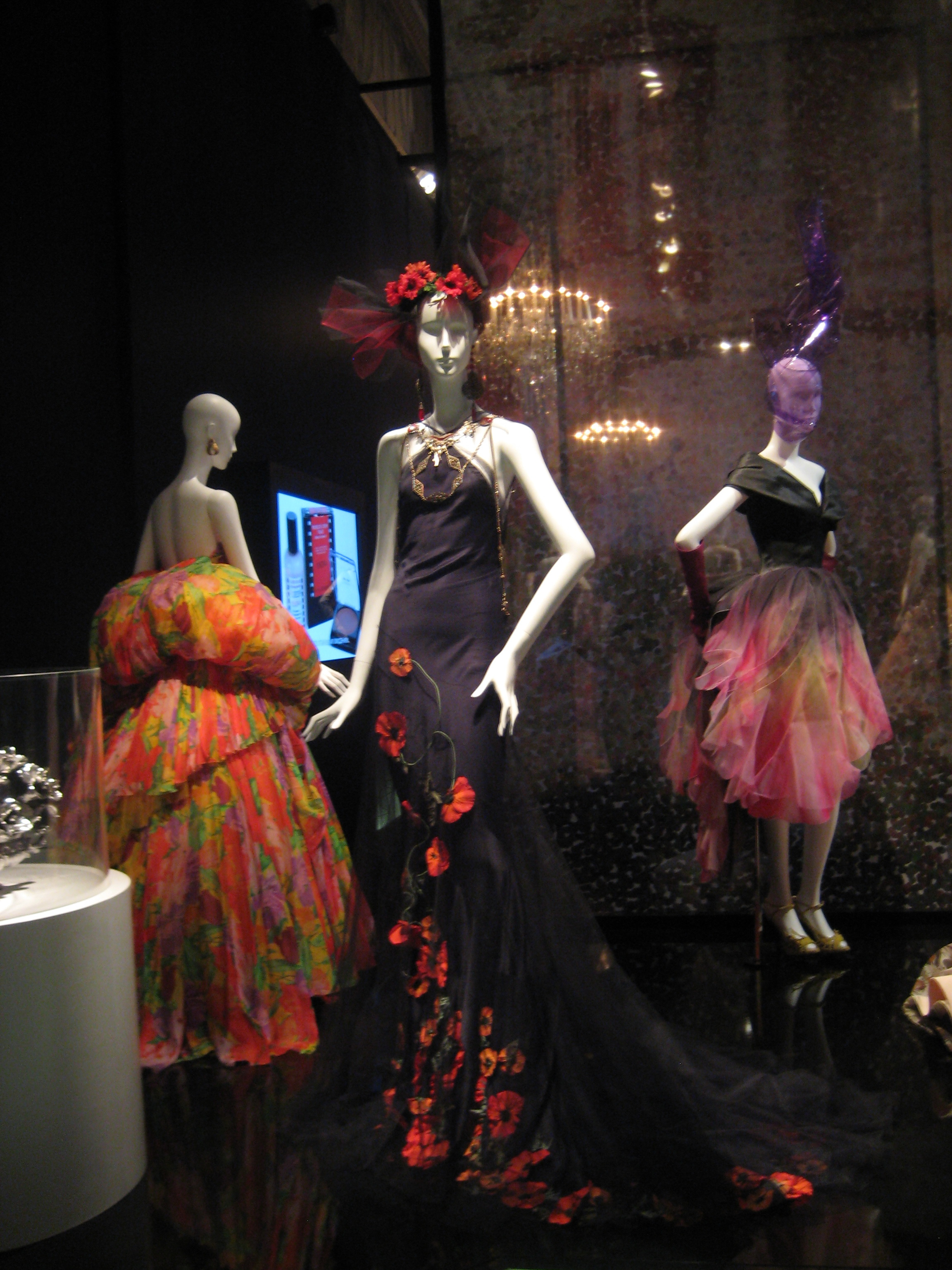
Kleider von John Galliano für Dior, vor 2011

1997 wurde Galliano von Arnault, zudem Eigentümer der Marke Dior, als Nachfolger von Gianfranco Ferré zum Chefdesigner der Damenmode bei Dior bestellt. Das erste Dior-Modell von Galliano wurde von Prinzessin Diana bei der Ausstellung anlässlich des 50-jährigen Jubiläums der Marke Dior im New Yorker MET Costume Institute getragen. Für Dior schuf Galliano in der Folge bombastische, mitunter skandalöse Haute-Couture-Roben, mit denen es Dior regelmäßig auf die Titelseiten der internationalen Presse schaffte, nicht weniger exzentrische Prêt-à-porter-Modelle und kommerziell äußerst erfolgreiche Accessoires, wie beispielsweise die sogenannten Saddle-Bag- und Gaucho-Bag-Handtaschen. Ab Anfang der 2000er-Jahre wurden Gallianos Kompetenzen von Arnault auf weitere Geschäftsbereiche des Unternehmens Dior, wie bspw. Accessoires, Parfüm und Marketing ausgeweitet. Galliano selbst war bekannt dafür, dass er sich zum Schlussapplaus bei seinen Modenschauen in bisweilen überzogener Kostümierung und auf exaltierte Weise auf dem Laufsteg präsentierte. 2001 wurde Galliano von Königin Elisabeth II. zum Commander of the British Empire ernannt. Sein Jahreseinkommen bei Dior und der Marke Galliano belief sich damals auf über 7 Millionen Euro.
Der Webauftritt für die Marke John Galliano ging 2002 online, 2003 öffnete die erste Galliano-Boutique in Paris, und im selben Jahr wurde erstmals Galliano-Herrenbekleidung präsentiert, welche ab 2010 bei den Mailänder Modewochen gezeigt wurde. 2006 wurde die Zweitlinie galliano by John Galliano in Zusammenarbeit mit IT Holding lanciert, 2007 kam in Lizenz Galliano-Kinderbekleidung auf den Markt. 2008 wurde mit dem Damenduft John Galliano by John Galliano erstmals Parfüm von Galliano vorgestellt. Dafür hatte er die Parfümeurin Christine Nagel als Expertin hinzugezogen.
Am 25. Februar 2011 wurde Galliano von seinen Aufgaben bei Dior vorläufig suspendiert, weil er volltrunken mehrere Gäste eines Pariser Restaurants mit antisemitischen Aussagen beleidigt hatte. Am 1. März 2011 gab Dior die endgültige Trennung bekannt. Damit verlor er auch seinen Posten als Chefdesigner bei der Marke John Galliano. Galliano musste sich wegen des Vorfalls in Paris vor Gericht verantworten. Im Prozess sagte er aus, er habe unter enormem beruflichen Druck gestanden, immer mehr getrunken und Tabletten eingenommen. Am 8. September 2011 wurde er vom Pariser Strafgericht zu einer Geldstrafe von 6000 Euro auf Bewährung verurteilt. Galliano verklagte das Haus Dior nach seiner Entlassung auf 18,7 Millionen Euro Schadenersatz, verlor den Prozess jedoch im November 2014 endgültig. Er wurde dazu verurteilt, Dior einen symbolischen Euro zu zahlen, ebenso der John Galliano S.A., die zwar seinen Namen trägt, aber zu Dior gehört. Der französische Präsident François Hollande entzog dem Modemacher 2012 per Dekret den Titel Ritter der französischen Ehrenlegion, der ihm 2009 verliehen worden war. Seine Aufgaben bei der Modemarke Galliano übernahm nach Gallianos Ausscheiden sein Mitarbeiter Gaytten, der bis zur Ernennung von Raf Simons als Chefdesigner bei Dior im Jahr 2012 interimistisch ebenso für die Entwürfe der Damenmode bei Christian Dior verantwortlich war.

## Neubeginn
Anfang 2013 war Galliano für einige Wochen im Designstudio des US-amerikanischen Modedesigners Óscar de la Renta tätig. Ein für Mitte 2013 angesetzter Kurs an der New Yorker Parsons The New School for Design unter der Leitung von Galliano wurde nach einer Petition von Studenten gegen Galliano gestrichen. Im Oktober 2013 lud die britische Vogue Galliano als Gast-Redakteur ein, eine Modestrecke mit Kate Moss für das Magazin zu gestalten. Ende 2013 wurde Galliano als Kostümdesigner für die Theater-Aufführungen von Stephen Frys Version von The Importance of Being Earnest in London im Jahr 2014 verpflichtet. Mitte 2014 wurde bekannt, dass der russische Parfümerie-Filialist L’Étoile Galliano als Berater angestellt hat. Im Oktober 2014 ernannte der italienische Eigentümer der Modemarke Maison Martin Margiela Galliano, der in diesem Zusammenhang als „unbestritten eines der größten kreativen Talente aller Zeiten“ bezeichnet wurde, zum Kreativdirektor. Im Januar 2015 zeigte er in London die erste Kollektion für seinen neuen Arbeitgeber. Am 11. Dezember 2024 gab Galliano über seinen Instagram-Account bekannt, dass er das Modehaus nach zehn Jahren als dessen Kreativdirektor verlässt.
Chefdesigner der Modemarke John Galliano ist seit 2011 Bill Gaytten. 2015 wurden der Markenauftritt und das Logo der Marke John Galliano ohne Gallianos Beteiligung durch die Christian Dior SA erneuert sowie die Kollektionen für Damen und Herren je in eine Haupt- und Nebenkollektion untergliedert.

## Auszeichnungen
- 1987: Britischer Designer des Jahres, British Fashion Awards
- 1994: Britischer Designer des Jahres, British Fashion Awards
- 1995: Britischer Designer des Jahres, British Fashion Awards
- 1997: Britischer Designer des Jahres, British Fashion Awards (zusammen mit Alexander McQueen)
- 2009: Ritter der französischen Ehrenlegion (2012 entzogen)

## Dokumentarfilm
- Kevin Macdonald: High & Low - John Galliano. 2023, 1h 56min.[21]

### Primärliteratur
- John Galliano: WOULD YOU LIKE TO TAKE A WALK WITH ME...OFFLINE? Luncheon Magazine Ltd. / Luncheon Editions, 2024, ISBN 978-1068694820

### Sekundärliteratur
- Robert Fairer: John Galliano for Dior. Thames & Hudson, London 2019, ISBN 978-0500022405
- Robert Fairer: John Galliano: Unseen. Thames & Hudson, London 2017, ISBN 978-0500519516
- Kerry Taylor: Galliano: Spectacular Fashion. Bloomsbury Visual Arts, London 2019, ISBN 978-1474277846
- Dana Thomas: Gods and Kings: The Rise and Fall of Alexander McQueen and John Galliano. Penguin, London 2016, ISBN 978-0241198162